# B–36 Peacemaker
A B–36 Peacemaker hadászati bombázó repülőgép volt, melyet az amerikai légierő részére fejlesztett ki a Convair és kizárólag az USAF üzemeltette 1949 és 1959 között. A típus volt a legnagyobb méretű sorozatban gyártott, dugattyús motorokkal hajtott repülőgép a világon. Napjainkig is a legnagyobb szárnyfesztávolsággal rendelkezett, melyet katonai célra terveztek. Az első típus volt, amely négy belső bombakamrájának köszönhetően képes lett az összes nukleáris bomba hordozására és célba juttatására, amelyek akkor az USA arzenáljában megjelentek. Nagy méretű üzemanyagtartályainak köszönhetően utántöltés nélkül képes volt interkontinentális repülések végrehajtására a maximális fegyverterhelése mellett, maximális hatótávolsága 16 ezer km volt.
Hadrendbe 1948-ban, a II. világháború utáni harmadik évben lett állítva, a típus az elsődleges atomfegyvert célba juttató repülőeszköze lett a Hadászati Légiparancsnokságnak a Boeing által fejlesztett B–52 Stratofortress 1955-ös szolgálatba állásáig. Első üzeméve egybeesett az akkori legnagyobb repülőgép-hordozó, a USS United States gyártásának törlésével, ami a „tengernagyok lázadása” (Revolt of the Admirals) néven elhíresült politikai vihart hozta magával. A légierő teoretikusai szerint a szuperhordozó és csapásmérő kötelékének építési költsége 500 darab B–36 gyártási költségével volt egyenértékű, azonban a hadihajó 242-szer több amerikai katona életét veszélyeztette volna. A hadászati bombázóflotta felállásával a haditengerészet költségvetését drasztikusan csökkentették az 1951-es évben.
Méreteinek köszönhetően keresték további alkalmazási területeit is: készült kétszintes utas- és teherszállító változat XC–99 típusjellel (polgári változata lett volna a Convair Model 37), „anyarepülőgép” a FICON program keretében GRB–36D típusjellel, melyből 10 darab lett átépítve, valamint nukleáris meghajtású változattal is kísérletek folytak. A legyártott 385 darabból mindössze öt darab maradt fenn napjainkra.

## Fordítás
Ez a szócikk részben vagy egészben  a   Convair B-36 Peacemaker című angol Wikipédia-szócikk ezen változatának fordításán alapul.  Az eredeti cikk szerkesztőit annak laptörténete sorolja fel. Ez a jelzés csupán a megfogalmazás eredetét és a szerzői jogokat jelzi, nem szolgál a cikkben szereplő információk forrásmegjelöléseként.